# アニェス・ド・ポワティエ (1103-1159)
アニェス・ド・ポワティエ （Agnès de Poitiers、1103年 - 1159年）は、ポワティエ家の女性。アニェス・ダキテーヌ （Agnès d'Aquitaine）とも呼ばれる。スペイン語名はイネス・デ・ポイトウ（Inés de Poitou）。アキテーヌ公ギヨーム9世と妃フィリッパ・ド・トゥールーズの娘。アンティオキア公国の統治者であったレーモン・ド・ポワティエの妹。

## 生涯
1116年4月11日、トゥアール子爵エメリー5世と結婚し、4子をもうけた。
- ギヨーム（1120年頃 - 1150年） - のちのトゥアール子爵ギヨーム1世
- ジョフロワ（1125年 - 1173年） - のちのトゥアール子爵ジョフロワ4世
- ギィ
- アルベール

エメリー5世と1127年に死別。
1135年11月13日、ハカ大聖堂で、アラゴン王ラミロ2世と結婚した。アニェスが最初の結婚で子どもをもうけており、すぐに王国の後継者が生めそうな相手として、ラミロ2世は彼女を結婚相手に求めたのである。さらに、ラミロ2世の異母兄ペドロ1世の王妃は、同じくポワティエ家から嫁いできた同名の叔母アニェスであり、ポワティエ家はアラゴン王家と非常に密接であった。1136年8月11日、アニェスはラミロ2世との娘、ペトロニーラを生んだ。
王国の後継者を生んだ同じ年、アニェス・ド・ポワティエが再びピレネー山脈を越えることはありうる。実際、彼女の名前が同時代のアラゴン王国の文書に二度と記されることはなかった。ラミロ2世は自身で述べた『血脈と継承の復活』、すなわちアラゴン王家の継承を確実に行うために王位継承者をもうける必要があった。王位の継承を唯一の目的として妻をめとったことを外部に明確に示すため、王妃との別離を決心したに違いない。継承が続くと考えれば、結婚の機能は終わったのである。
アニェスはフォントヴロー修道院に隠退し、1159年に死去した。

## 文献
- Ana Isabel Lapeña Paúl, Ramiro II de Aragón: el rey monje (1134-1137), Gijón, Trea, 2008. ISBN 978-84-9704-392-2
- Antonio Ubieto Arteta, Creación y desarrollo de la Corona de Aragón, Zaragoza, Anúbar (Historia de Aragón), 1987. Cfr. esp. el cap. «El matrimonio de Ramiro II de Aragón», págs. 128-132.